# Selvino Poloni
Selvino Poloni (* 23. Juni 1944 in Zoppè di Cadore) ist ein ehemaliger italienischer Radrennfahrer.

## Sportliche Laufbahn
Polonis bedeutendster sportlicher Erfolg war der Gewinn der Bulgarien-Rundfahrt 1969. Er siegte in dem Etappenrennen vor Bernd Knispel und gewann einen Tagesabschnitt. Ein Jahr später beendete er das Rennen auf dem 6. Rang. In der Internationalen Friedensfahrt 1970 schied er aus.
1970 gewann er das Eintagesrennen Gran Premio Industria e Commercio Città di San Vendemiano.
1971 wurde er Berufsfahrer im Radsportteam Cosatto. Im Giro d’Italia 1971 wurde er 65., in der Vuelta a España 1972 schied er aus.

## Familiäres
Sein Bruder Pietro Poloni war ebenfalls Radrennfahrer.